# Hellbrise
Hellbrise bezeichnet in der Energiewirtschaft eine Wetterlage mit viel Sonneneinstrahlung und viel Wind und dadurch einer hohen Stromerzeugung aus Photovoltaik- und Windenergie. Eine Hellbrise kann bei gleichzeitiger geringer Stromnachfrage zu einem Überangebot und zu niedrigen oder negativen Strompreisen führen. Die zur Hellbrise gegenteilige Lage ist die Dunkelflaute.

## Entstehung
Der Begriff Hellbrise ist ein Kompositum aus den Wörtern Hell und Brise. Es handelt sich um einen wetterbedingten Extremzustand in einem Energiesystem mit einem hohen Anteil an fluktuierendem Wind- und Solarstrom. Durch viel Wind und ggf. starkem Sonnenschein kann es zu einer Überproduktion kommen.
Das Institut für Physik der Atmosphäre der Universität Mainz zieht die Grenze für eine Einstufung als Hellbrise bei einer Residuallast, die in den unteren beiden Perzentil der durchschnittlichen Last eines Tages liegt.
Während Dunkelflauten bereits ausführlich studiert wurden, ist das Phänomen einer Hellbrise neuartig und steht im Zusammenhang mit den starken Ausbau der volatilen Erneuerbaren Energien in Deutschland.

## Häufigkeit
Eine Hellbrise kann sowohl im Sommer als auch im Winter entstehen. 2024 waren es in Deutschland 514 Stunden, in denen der produzierte Strom nicht genügend Abnehmer fand und der Preis bei oder unter 0 EUR/kWh. Mit 62 Phasen trat dieses Phänomen etwa fünfmal häufiger auf, als die gegenteilige Dunkelflaute. 2023 waren es 301 Stunden, 2015 lediglich 126 Stunden.
Durch den Ausbau erneuerbarer Energien wird die Häufigkeit vermutlich zunehmen. Laut einer Studie des Öko-Institut könnte dieser Zustand 2045 bis zu 40 % der Stunden des Jahres eintreten. Der Effekt kann auch dadurch verstärkt werden, wenn eine Gutwetterlage an einem Sonn- oder Feiertag mit niedrigem Stromverbrauch auftritt. So hatten Fachleute vor dem Osterwochenende 2025 vor einer möglichen Netzüberlastung gewarnt, die sich aufgrund von Bewölkung letztendlich aber nicht einstellte.

## Wirkung auf das Stromnetz
Kommt es durch eine Hellbrise zu einem Stromüberschuss, kommt es zu einem Anstieg der Netzfrequenz. Diese muss aber konstant beim Standard von 50 Hertz gehalten werden. Zur Vermeidung von Schäden oder gar Stromausfällen („Blackouts“) ergreifen die Netzbetreiber verschiedene Gegenmaßnahmen. An vorderster Stelle steht die Abregelung von Erzeugeranlagen. Dies kann in Deutschland zentral bisher nur für 40 % (Stand: Februar 2025) der installierten Leistung getan werden. Als nächste mögliche Maßnahme kommt die Abschaltung von reinen Einspeiseleitungen in Frage. Sollte dies nicht reichen, könnten im Notfall auch Leitungen, an denen neben Einspeisungen auch Verbraucher hängen, abgeschaltet werden. Im Zeitraum April bis Juni 2024 gingen in Deutschland so 600 Gigawattstunden elektrischer Energie „verloren“. Eine zentrale Maßnahme, um Hellbrisen entgegenzuwirken, ist der Ausbau von Speichern.
Auf Basis von Wetterprognosen ergibt sich eine Vorankündigungszeit von 2 bis 5 Tagen. Die Forschungsstelle für Energiewirtschaft entwarf für Hellbrisen ein eigenes Anforderungsprofil. Diesem entsprechend, könnten Betriebe ab 2030–2050 ihre Produktion für 1–5 Tage verstärkt in Phasen niedriger Preise legen und damit zum Abbau des Überschussstroms beitragen. Eine zeitliche Flexibilität des Produktionsprozesses vorausgesetzt.

## Preiswirkung
Zum Ausgleich von Angebot und Nachfrage kann es in Phasen von Produktionsüberschüssen zu negativen Marktpreisen kommen. Endkunden profitieren von den niedrigen Großmarktpreisen durch Abgaben, Entgelte, Steuern, Umlagen und langfristigen Preisbindungen jedoch nicht unmittelbar.